# Crondall
Crondall es una parroquia civil y un pueblo del distrito de Hart, en el condado de Hampshire (Inglaterra).

## Geografía
Según la Oficina Nacional de Estadística británica, Crondall tiene una superficie de 24,05 km².

## Demografía
Según el censo de 2001, Crondall tenía 3463 habitantes (48,86% varones, 51,14% mujeres) y una densidad de población de 143,99 hab/km². El 25,38% eran menores de 16 años, el 67,66% tenían entre 16 y 74, y el 6,96% eran mayores de 74. La media de edad era de 36,58 años. Del total de habitantes con 16 o más años, el 16,02% estaban solteros, el 71,56% casados, y el 12,42% divorciados o viudos.
El 89,63% de los habitantes eran originarios del Reino Unido. El resto de países europeos englobaban al 4,39% de la población, mientras que el 5,98% había nacido en cualquier otro lugar. Según su grupo étnico, el 98,13% eran blancos, el 0,55% mestizos, el 1,04% asiáticos, el 0,09% chinos, y el 0,2% de cualquier otro salvo negros. El cristianismo era profesado por el 80,39%, el hinduismo por el 0,4%, el judaísmo por el 0,09%, el islam por el 0,2%, el sijismo por el 0,17%, y cualquier otra religión, salvo el budismo, por el 0,2%. El 12,94% no eran religiosos y el 5,6% no marcaron ninguna opción en el censo.
1673 habitantes eran económicamente activos, 1634 de ellos (97,67%) empleados y 39 (2,33%) desempleados. Había 1230 hogares con residentes, 78 vacíos, y 7 eran alojamientos vacacionales o segundas residencias.